# Tropheops lucerna
Tropheops lucerna és una espècie de peix pertanyent a la família dels cíclids i al superordre dels acantopterigis.

## Descripció
Fa 13,5 cm de llargària màxima.

## Reproducció
Els mascles reproductors són territorials i defensen agressivament els seus territoris contra altres mascles. Les femelles, en canvi, formen petits grups o porten una vida solitària.

## Alimentació
Es nodreix de les algues bentòniques que creixen a les roques, la sorra i les fulles de les plantes. El seu nivell tròfic és de 2.

## Hàbitat i distribució geogràfica
És un peix d'aigua dolça, demersal (entre 2 i 4 m de fondària) i de clima tropical (11°S-12°S), el qual viu a Àfrica: és un endemisme de les badies protegides i poblades de Vallisneria del llac Malawi a Malawi i, potser també, a Moçambic.

## Observacions
És inofensiu per als humans, el seu índex de vulnerabilitat és baix (10 de 100) i no ha estat exportat amb destinació al comerç internacional de peixos ornamentals.